# Daklataswir
Daklataswir – organiczny związek chemiczny, lek przeciwwirusowy skierowany przeciwko wirusowi C zapalenia wątroby, lek hamuje produkcję białka HCV NS5A, jest pierwszym lekiem w swojej klasie. Zatwierdzony przez komisję Europejską 22 sierpnia 2014.

## Badania kliniczne
- Safety and Efficacy Study of BMS-790052 Plus Peg-Interferon Alfa 2a and Ribavirin in Untreated Hepatitis C Patients Coinfected With HIV Virus, [w:] ClinicalTrials.gov [online], National Institutes of Health, NCT01471574 (ang.).
- A Phase 3 Study in Combination With BMS-790052 and BMS-650032 in Japanese Hepatitis C Virus (HCV) Patients, [w:] ClinicalTrials.gov [online], National Institutes of Health, NCT01497834 (ang.).
- Phase III Hallmark DUAL: ASV+DCV (Nulls/Partials, Intolerants/Ineligibles. Naives), [w:] ClinicalTrials.gov [online], National Institutes of Health, NCT01581203 (ang.).
- Phase III Hallmark QUAD: ASV+DCV+Peg+Rib (Nulls/Partials), [w:] ClinicalTrials.gov [online], National Institutes of Health, NCT01573351 (ang.).
- Study Comparing BMS-790052 (Daclatasvir) to Telaprevir Combined With Peginterferon Alfa-2a and Ribavirin in Untreated Hepatitis C Patients (COMMAND-3), [w:] ClinicalTrials.gov [online], National Institutes of Health, NCT01492426 (ang.).
- Chronically-infected HCV Genotype 2 and 3 Treatment-naive Subjects: Part A: Safety and Efficacy of INX-08189 With Peg IFN Alfa-2a and Ribavirin. Part B: INX-08189 in Interferon Free Treatment With Daclatasvir and/or Ribavirin, [w:] ClinicalTrials.gov [online], National Institutes of Health, NCT01425970 (ang.).
- Safety and Efficacy Study of Pegylated Interferon Lambda With and Without Daclatasvir, Compared to Pegylated Interferon Alfa, Plus Ribavirin in Subjects With Hepatitis C Genotype 2 and 3, [w:] ClinicalTrials.gov [online], National Institutes of Health, NCT01616524 (ang.).
- Three-year Follow-up Study of Subjects Who Participated in a Previous Asunaprevir (BMS-650032) and/or Daclatasvir (BMS-790052) Chronic Hepatitis C Clinical Trial, [w:] ClinicalTrials.gov [online], National Institutes of Health, NCT01492504 (ang.).